# Stephan Langhard

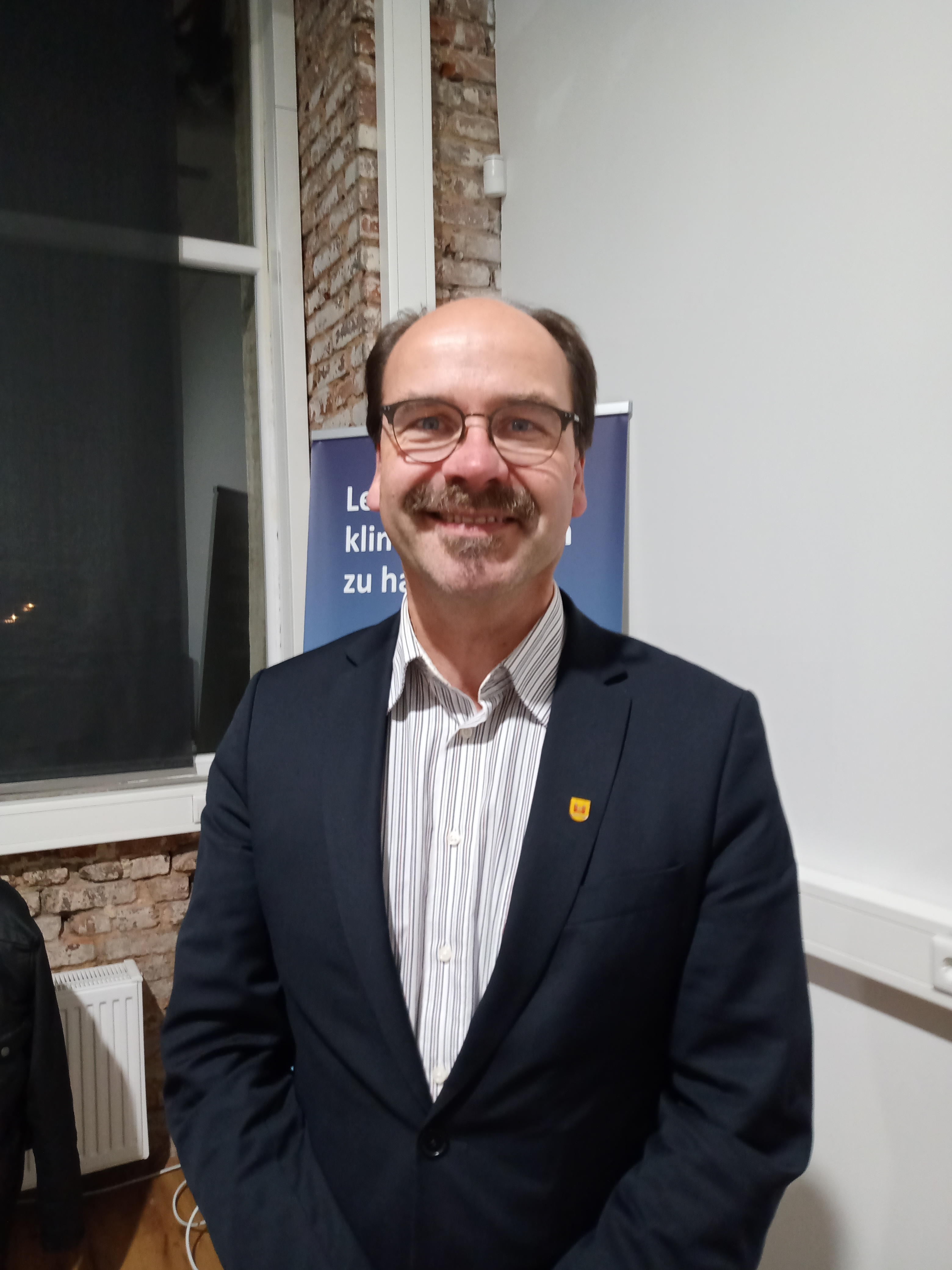
Stephan Langhard, 2022

Stephan Langhard (* 1967 in Gevelsberg) ist ein deutscher parteiloser Politiker, Verwaltungsbeamter und Bürgermeister von Schwelm.

## Leben und Wirken
Stephan Langhard wurde in Gevelsberg geboren. Der Diplom-Verwaltungswirt arbeitete bis zu seiner Wahl als Bürgermeister von Schwelm 34 Jahre in der Stadtverwaltung in Ennepetal, zuletzt als Leiter des Fachbereiches Bürgerdienste und Stadtentwicklung.
Langhard wurde als parteiloser Kandidat von der SPD unterstützt und gewann im ersten Wahlgang 41 % der gültigen Stimmen. Am 27. September 2020 entschied er dann knapp die Stichwahl gegen Philipp Beckmann (FDP) für sich. Er ist Nachfolger von Gabriele Grollmann-Mock (parteilos), die nicht erneut kandidiert hatte.
Langhard lebt seit mehr als 20 Jahren in Schwelm und hat drei Kinder.